# Exorista tamias
Exorista tamias är en tvåvingeart som beskrevs av Richter 1974. Exorista tamias ingår i släktet Exorista och familjen parasitflugor. Inga underarter finns listade i Catalogue of Life.